# Sant'Eustachio (diaconia)
La diaconia di Sant'Eustachio (in latino: Diaconia Sancti Eustachii) fu eretta da papa Gregorio I intorno al 600, sul luogo dove sorgevano le terme Neroniane-Alessandrine, nella IX regione di Roma. La diaconia prende il nome dalla basilica di Sant'Eustachio. 

## Titolari
...
- Gregorio (1088 - 1099 deceduto)
- Gregorio O.S.B. (1099 - 1134, deceduto)
- Vassalo (1134 - 1142 o 1143 deceduto)
- Astaldo degli Astalli (1143 - 1150 nominato cardinale presbitero di Santa Prisca)
- Guido da Crema (1150 - 1152 nominato cardinale presbitero di Santa Maria in Trastevere)
- Ildebrando Grassi (1153 - 1157 nominato cardinale presbitero dei Santi XII Apostoli)
- Pietro di Miso (1158 - 1165 nominato cardinale presbitero di San Lorenzo in Damaso)
- Ugo da Ricasoli (1165 - 1182 deceduto)

...
- Giovanni Felici (1188 - 1189 nominato cardinale presbitero di Santa Susanna)
- Ugolino dei conti di Segni (dicembre 1198 - maggio 1206 nominato cardinale vescovo di Ostia e Velletri, poi eletto papa Gregorio IX)
- Vacante (1206 - 1216)
- Aldobrandino Gaetani (1216 - 1219 nominato cardinale presbitero di Santa Susanna)
- Vacante (1219 - 1227)
- Rinaldo di Ienne (18 settembre 1227 - 21 ottobre 1232 nominato cardinale vescovo di Ostia e Velletri, poi eletto papa Alessandro IV)
- Vacante (1232 - 1237)
- Guy (1237 - 1239)
- Robert Somercotes (1239 nominato cardinale presbitero di San Crisogono)
- Vacante (1240 - 1244)
- Guglielmo Fieschi (28 maggio 1244 - 1256 deceduto)
- Vacante (1256 - 1261)
- Uberto di Cocconato (17 dicembre 1261 - 13 luglio 1276 deceduto)
- Giordano Orsini (12 marzo 1278 - 8 settembre 1287 deceduto)
- Pietro Colonna (16 maggio 1288 - 1298 nominato cardinale diacono dei Santi Sergio e Bacco)
- Riccardo Petroni (4 dicembre 1298 - 10 febbraio 1314 deceduto)
- Vacante (1314 - 1317)
- Arnaldo de Via (20 giugno 1317 - 24 novembre 1335 deceduto)
- Vacante (1335 - 1342)
- Bernard de la Tour d'Auvergne (20 settembre 1342 - 7 agosto 1361 deceduto)
- Vacante (1361 - 1371)
- Pierre Flandrin (30 maggio 1371 - 23 gennaio 1381 deceduto)
- Francesco Renzio (21 dicembre 1381 - 27 settembre 1390 deceduto)
- Vacante (1390 - 1402)
- Baldassare Cossa (27 febbraio 1402 - 17 maggio 1410 eletto antipapa Giovanni XXIII)[1]
  - Alfonso Carrillo de Albornoz (22 settembre 1408 - 1º agosto 1418 nominato cardinale presbitero dei Santi Quattro Coronati), pseudocardinale dell'antipapa Benedetto XIII
- Giacomo Isolani (18 novembre 1413 - 1420 nominato cardinale diacono di Santa Maria della Scala), pseudocardinale dell'antipapa Giovanni XXIII
- Vacante (1420 - 1440)
- Alberto Alberti (8 gennaio 1440 - 3 agosto 1445 deceduto)
- Vacante (1445 - 1456)
- Jaime de Portugal (17 settembre 1456 - 27 agosto 1459 deceduto)
- Francesco Nanni Todeschini-Piccolomini (5 marzo 1460 - 22 settembre 1503 eletto papa Pio III)
- Alessandro Farnese (29 novembre 1503 - 15 giugno 1519 nominato cardinale vescovo di Frascati, poi eletto papa Paolo III)
- Vacante (1519 - 1534)
- Paolo Emilio Cesi (5 settembre 1534 - 5 agosto 1537 deceduto)
- Agostino Trivulzio (17 agosto 1537 - 6 settembre 1537 nominato cardinale diacono di Sant'Adriano al Foro)
- Cristoforo Giacobazzi, titolo pro illa vice (6 settembre 1537 - 7 ottobre 1540 deceduto)
- Guidascanio Sforza (10 dicembre 1540 - 9 marzo 1552 nominato cardinale diacono di Santa Maria in Via Lata)
- Niccolò Caetani, titolo pro illa vice (9 marzo 1552 - 1º maggio 1585 deceduto)
- Ferdinando de' Medici (10 maggio 1585 - 7 gennaio 1587 nominato cardinale diacono di Santa Maria in Via Lata)
- Filippo Guastavillani (7 gennaio 1587 - 17 agosto 1587 deceduto)
- Alessandro Damasceni Peretti (11 settembre 1587 - 13 marzo 1589 nominato cardinale diacono di San Lorenzo in Damaso)
- Girolamo Mattei (20 marzo 1589 - 16 febbraio 1592); titolo pro illa vice (16 febbraio 1592 - 9 marzo 1592 nominato cardinale presbitero di San Pancrazio)
- Guido Pepoli (9 marzo 1592 - 8 gennaio 1596 nominato cardinale presbitero di San Pietro in Montorio)
- Odoardo Farnese (12 giugno 1596 - 13 novembre 1617 nominato cardinale diacono di Santa Maria in Via Lata)
- Andrea Baroni Peretti Montalto (13 novembre 1617 - 11 gennaio 1621 nominato cardinale diacono di Santa Maria in Via Lata)
- Alessandro d'Este (11 gennaio 1621 - 19 aprile 1621 nominato cardinale diacono di Santa Maria in Via Lata)
- Maurizio di Savoia (19 aprile 1621 - 16 marzo 1626 nominato cardinale diacono di Santa Maria in Via Lata)
- Francesco Boncompagni (16 marzo 1626 - 6 febbraio 1634 nominato cardinale presbitero dei Santi Quattro Coronati)
- Ippolito Aldobrandini (6 febbraio 1634 - 19 luglio 1638 deceduto)
- Alessandro Cesarini (28 luglio 1638 - 25 gennaio 1644 deceduto)
- Marzio Ginetti (14 marzo 1644 - 17 ottobre 1644 nominato cardinale presbitero di Santa Maria degli Angeli)
- Carlo de' Medici (17 ottobre 1644 - 12 dicembre 1644 nominato cardinale presbitero di San Sisto)
- Girolamo Colonna (12 dicembre 1644 - 23 settembre 1652 nominato cardinale presbitero di San Silvestro in Capite)
- Giangiacomo Teodoro Trivulzio (23 settembre 1652 - 21 luglio 1653 nominato cardinale diacono di Santa Maria in Via Lata)
- Virginio Orsini (21 luglio 1653 - 6 marzo 1656 nominato cardinale diacono di Santa Maria in Via Lata)
- Vincenzo Costaguti (6 marzo 1656 - 19 luglio 1660 nominato cardinale presbitero di San Callisto)
- Lorenzo Raggi (30 agosto 1660 - 11 febbraio 1664 nominato cardinale presbitero dei Santi Quirico e Giulitta)
- Carlo Pio di Savoia iuniore (11 febbraio 1664 - 14 novembre 1667 nominato cardinale presbitero di Santa Prisca)
- Friedrich Landgraf von Hessen-Darmstadt (14 novembre 1667 - 12 marzo 1668 nominato cardinale diacono di San Nicola in Carcere)
- Decio Azzolino iuniore (12 marzo 1668 - 15 febbraio 1683 nominato cardinale presbitero di Santa Maria in Trastevere)
- Felice Rospigliosi (12 gennaio 1685 - 1º ottobre 1685 nominato cardinale diacono di Santa Maria in Cosmedin)
- Domenico Maria Corsi (30 settembre 1686 - 3 dicembre 1696 nominato cardinale presbitero di San Pietro in Montorio)
- Vincenzo Grimani (16 maggio 1698 - 26 settembre 1710 deceduto)
- Annibale Albani (2 marzo 1712 - 8 giugno 1716 nominato cardinale diacono di Santa Maria in Cosmedin)
- Curzio Origo (1º luglio 1716 - 20 marzo 1726); titolo pro illa vice (20 marzo 1726 - 18 marzo 1737 deceduto)
- Neri Maria Corsini (6 maggio 1737 - 6 dicembre 1770 deceduto)
- Giovanni Costanzo Caracciolo (12 dicembre 1770 - 22 settembre 1780 deceduto)
- Pasquale Acquaviva d'Aragona (27 settembre 1780 - 29 febbraio 1788 deceduto)
- Vincenzo Maria Altieri (10 marzo 1788 - 12 settembre 1794 nominato cardinale diacono di Santa Maria in Via Lata)
- Filippo Carandini (12 settembre 1794 - 28 agosto 1810 deceduto)
- Vacante (1810 - 1816)
- Alessandro Lante Montefeltro Della Rovere (29 aprile 1816 - 14 luglio 1818 deceduto)
- Giuseppe Albani (2 ottobre 1818 - 28 gennaio 1828 nominato cardinale diacono di Santa Maria in Via Lata)
- Vacante (1828 - 1832)
- Ludovico Gazzoli (17 dicembre 1832 - 19 marzo 1857 nominato cardinale diacono di Santa Maria in Via Lata)
- Teodolfo Mertel (18 marzo 1858 - 18 novembre 1881 nominato cardinale diacono di Santa Maria in Via Lata)
- Angelo Jacobini (30 marzo 1882 - 2 marzo 1886 deceduto)
- Vacante (1886 - 1899)
- Luigi Trombetta (22 giugno 1899 - 17 gennaio 1900 deceduto)
- Vacante (1900 - 1914)
- Michele Lega (28 maggio 1914 - 18 dicembre 1924); titolo pro illa vice (18 dicembre 1924 - 21 giugno 1926 nominato cardinale vescovo di Frascati)
- Carlo Perosi (24 giugno 1926 - 22 febbraio 1930 deceduto)
- Vacante (1930 - 1946)
- Giuseppe Bruno (22 febbraio 1946 - 10 novembre 1954 deceduto)
- Fernando Cento, titolo pro illa vice (12 marzo 1959 - 23 aprile 1965 nominato cardinale vescovo di Velletri)
- Francis John Brennan (29 giugno 1967 - 2 luglio 1968 deceduto)
- Giacomo Violardo (30 aprile 1969 - 17 marzo 1978 deceduto)
- Vacante (1978 - 1991)
- Guido Del Mestri (28 giugno 1991 - 2 agosto 1993 deceduto)
- Vacante (1993 - 2001)
- Sergio Sebastiani (21 febbraio 2001 - 21 febbraio 2011); titolo pro illa vice (21 febbraio 2011 - 16 gennaio 2024 deceduto)
- Rolandas Makrickas, dal 7 dicembre 2024